# Valeria (cântăreață)
Alla Iurievna Perfilova (în rusă Алла Юрьевна Перфилова, n. 17 aprilie 1968, în Atkarsk), cunoscută după numele de scenă Valeria (în rusă Валерия), este o cântăreață rusă de estradă, „Artist al Poporului” în Rusia (2013).
În iulie 2014, Valeriei alături de alți doi cântăreți ruși, Oleg Gazmanov și Iosif Kobzon le-a fost interzisă intrarea pe teritoriul Letoniei în baza articolului 61 din legea imigrației din Letonia, întrucât cei trei, prin acțiunile lor, ar fi contribuit la încălcarea integrității teritoriale și suveranității Ucrainei. Ei urmau să asiste în zilele următoare la festivalul „Novaia Volna” de la Jūrmala.

## Discografie

### Albume
- 1992 — "The Taiga Symphony"
- 1992 — "Pobud’ so Mnoi" (Fii cu mine)
- 1994 — "Moia Moskva" (Moscova mea)
- 1995 — "Anna"
- 1997 — "Familia. Chast’ 1" (Family Name. Part 1)
- 1999 — "Samoe Lucișee" (Cel mai bun)
- 2000 — "Perviy Internet Albom"
- 2001 — "Glaza Țveta Neba" (Ochii culorii cerului)
- 2003 — "Strana Lyubvi" (Loveland)
- 2006 — "Nezhnost’ Moya" (My Tenderness)
- 2008 — "Nepodkontrolno/Out Of Control" (the album was released in both Russian and English)
- 2010 — "Vo Mne Moya Lubov'" (My Love Inside Of Me)
- 2010 — "Best of 2003-2010"

### Single-uri
- "The sky belongs to me" 1992
- "Stay with me" 1992
- "My Moscow" 1995
- "S dobrim Utrom!" / "Good Morning!" 1995
- "Moskva slezam ne verit" 1995
- "Samolet" / "Airplaine" 1995
- "Obichnie Dela" / "Simple Stuffs" 1995
- "Noch nezhna" 1997
- "Popolam" 1997
- "O tom chto bilo" 1997
- "Jal" 1997
- "Ty gde to tam" 1999
- "Tsvety" 1999
- "Snowstorm" 2000
- "Riga - Moscow" 2000
- "Taju" / "I'm melting" 2000
- "Ne obijay menya" 2001
- "Ne obmanyvai" 2001
- "Bolshe chem zhizn" 2001
- "Malchiki ne plachyt" 2001
- "Bila lubov" 2003
- "Chasiki" 2003
- "Pereley voda" 2003
- "Raduga duga" 2003
- "Cherno Beliy Tsvet" 2003
- "Obo mne ne vspominay" 2003
- "Ti grustish"  - Valeriya and Stas Pjekha 2004
- "Otpusty menya" 2006
- "Prosto tak" 2006
- "Malenkiy samolet" 2006
- "Ot lubvi do razluky" 2006
- "Ty poimesh" 2006
- "Nejnost moya" 2006
- "Rasstavanie" - Valeriya and Stas Pjekha 2006
- "Break It All" 2007
- "Mi vmeste" 2008
- "Chelovek dojdya" 2008
- "The Party's Over" 2008
- "Wild" 2008
- "Stayin' Alive" - Valeriya and Robin Gibb 2008
- "Nikto kak ty" 2009
- "Back to Love" 2009
- "All That I Want" 2010

### Video
- Stay with Me 1993
- The Taiga Symphony 1993
- "Ottsvely Khrizantemy" 1994
- "Tsvety" 1994
- "Kak khoroshi te ochy" 1994
- "Ne pozabyd bilye uvlecheniya" 1994
- "Tolko raz bivaet v jizny vstrecha" 1994
- "Merry Christmas to the world" 1994
- "Moya Moskva" 1995
- "Samolet" 1995
- "S dobrym utrom" 1995
- "Moskva slezam ne verit" 1995
- The Taiga Symphony & Stay with Me 1997
- Familiya & Anna 1997
- "Noch nezhna" 1997
- "Popolam" 1997
- "Jal" 1997
- "Riga - Moscow" 2000
- "Snowstorm" 2000
- "Tau" 2001
- "Bila lubov" 2003
- Love land 2004
- "Ti grustish" -Valeriya and Stas Pjekha 2004
- "Malenkiy Samolet" 2005
- "My Tenderness" 2006
- "Rasstavanie" - Valeriya and Stas Pjekha 2006
- Mega-concert in Olympic Stadium 2007
- "Break it all"  (directed by Kamel Ouali) [2007]
- "Wild"  (directed by Alan Badoyev) [2008]
- "The party's over"  (directed by Harvey B. Brown) [2008]
- "Back to love"  (directed by Justin Kerrigan) [2009]
- "Kapelkoyu" ("Капелькою") (directed by Alexander Igudin) [2010]
- Валерия и Николай Басков - Сохранив любовь [2011]

### Concerte principale
- 1995 - First concert at Concert Hall "Gorbunova"
- 7-8.12.1996 - "Familia" at Concert Hall "Oktyabrsky"
- 18-19.09.2001 - "Glaza Tsveta Neba" at Concert Hall "Russia"
- 2003 - "Love Land" at Kremlin Palace
- 18.11.2006 - "My Tenderness" at Concert  Hall "Olimpic"
- 8.01.2009 - Outward Bound Trust presents One Night Only: An Evening Celebrating The Bee Gees with Robin Gibb and his friends.
- 18.01.2009 - Midem 2009 in Cannes, concert at "Palais des Festivals"
- 24.03.2009 - 9.04.2009 Simly Red an Valeriya on Tour in UK
- 24.03.2009 - Glassgow "Braehead Arena"
- 26.03.2009 - Cardiff "Cardiff Arena"
- 27.03.2009 - "Sheffield Arena"
- 28.03.2009 - Birmingham "LG Arena"
- 30.03.2009 - Bournemouth
- 31.03.2009 - "Brighton Centre"
- 2.04.2009 - London "The O2"
- 3.04.2009 - London "The O2"
- 5.04.2009 - Manchester "Evenning News Arena"
- 6.04.2009 - Glasgow "Clyde Auditorium"
- 7.04.2009 - Newcastle "Metro Radio Arena"
- 9.04.2009 - Nottingham "Trent FM Arena"
- 30.04.2009 - Kremlin Palace

### Cărți
- 2006 - Autobiografie “Life, Tears and Love” ISBN 5-91181-135-9
- 2010 - ”Ioga cu Valeria” ISBN 978-5-699-49341-8

## Premii
- 1992 — Winner of the Morning Star Russian TV contest
- 1992 — Winner of the international contest “Bratislavskaya Lira”
- 1992 — Audience Choice Award at the “Yurmala-92” festival
- 1993 — "Person of the Year" by the official publication of the Russian Union of Journalists
- 1994 — Laureat  of the TV contest "The Song of The Year"
- 1995 — Laureat of the TV contest "The Song of The Year"
- 2000 — "A Hundred-pood Hit single from Hit-FM" ("Стопудовый хит от Хит-FM".)
- 2000 — Laureat of the TV contest "The Song of The Year"
- 2000 — "Golden Gramophone" national prize
- 2001 — "Radio favorite of the year" nomination of the "Alexander Popov Professional National Prize" in radio broadcasting
- 2001 — "Record- 2001" - Riga-Moscow [necesită citare]
- 2001 — Laureat of the TV contest "The Song  of The Year"
- 2003 — "The most popular and most beautiful Russian singer" of 2003 named by weekly magazine "7 Days"[necesită citare]
- 2003 — Valeriya was decorated with the Order "For the Revival of Russia"[necesită citare]
- 2003 — "Gramofonul de aur" national prize
- 2003 — Laureat of the TV contest "The Song of The Year"
- 2003 — Laureat of the contest "Delovye Ludy 2003"
- 2004 — "Best Female Act" "Muz-TV Awards 2004"[necesită citare]
- 2004 — "Best Female Act" "MTV Russian Music Awards 2004"[necesită citare]
- 2004 — "Record - 2004"
- 2004 — "Golden Gramophone" national prize
- 2004 — Laureat of the music festival "Novye pesny o glavnov"
- 2005 — The best duet - MTV Russia Award (Valeriya and Stas Pieha - Ti grustish)[necesită citare]
- 2005 — Awarded the Mariinskiy Order for Professional Achievements[necesită citare]
- 2005 — President of the Russian Federation gives Valeriya a title “The Honoured Artist of Russia”  [9]
- 2005 — "Golden Gramophone" national prize
- 2006 — "Golden Gramophone" national prize
- 2007 — "Record - 2007"
- 2007 — Laureat of the TV contest "The Song of The Year"
- 2007 — Golden Gramophone national prize
- 2008 — "Golden Gramophone" national prize
- 2008 — National Priz "Ovatsiya"
- 2008 — Laureat of "ZD Awards" ("Best Artist", "Best Video")
- 2010 — "Best Artist" "ZD Awards"

## Legături externe
- Site oficial Arhivat în 12 iunie 2010, la Wayback Machine.
- Official English website Arhivat în 18 mai 2013, la Wayback Machine.
- Valeriya on MySpace
- Russian singer Valeriya on YouTube
- Lyrics with English Translations